# 1958年のテレビ (日本)
1958年のテレビ（1958ねんのテレビ）では、1958年（昭和33年）の日本におけるテレビジョン放送全般の動向についてまとめる。

## 主なできごと
地方にテレビ局の開局ラッシュが始まる。
テレビ、冷蔵庫、洗濯機の3つからなる当時の新世代電化製品を指す『三種の神器』なる用語も生まれたこの年、前年に予備免許を交付されたVHF（アナログ）を親局とするテレビジョン放送局の開局ラッシュが始まる。
- NHKはこの年、熊本県・鹿児島県を皮切りに、富山県、高知県、新潟県、長崎県、岩手県でテレビ放送が開始。長野県は、従来長野市の善光寺平中継局にて、東京のテレビ(JOAK-TV)を中継していたのを替え、新たに美ヶ原送信所から長野県域放送を開始、同中継局も美ヶ原送信所の中継局に切り替えた。
- 民放では、3月1日に6局目となるラジオ九州（後のRKB毎日放送）[注 1]を皮切りに、大阪で読売テレビ放送と関西テレビ放送、名古屋では東海テレビ放送、福岡では前述のラジオ九州の他にテレビ西日本等と、全国各地で12局が開局することになる。その内8局はテレビ放送開局により、テレビ・ラジオ兼営局となった。（「#開局・放送開始」等の項を参照）

日本で初めてVTR（モノクロ）が導入。
1956年に世界で初めてVTRの実用化に成功した、米アンペックス社の放送用2インチVTRが、米以外では日本で初めて輸入。4月27日に当時の大阪テレビ放送（後の朝日放送テレビ）で日本で初納入、6月1日に稼働を開始したを皮切りに、ラジオ東京（KR）テレビ（後のTBSテレビ）やNHK等でも納入され、稼働を開始。11月30日にはNHK放送技術研究所にて同所初の同VTRの試作品を完成、翌12月にはNHKの放送での使用を開始した。
東京タワーが完成。
12月23日、東京・芝に高さ332.6メートルを誇る電波塔、東京タワーが完成。これに伴い、NHKとKRテレビ（後のTBSテレビ）は既存の自社テレビ電波塔（NHK：千代田区紀尾井町 KRT：港区赤坂）から東京タワーに送信所を移し、そして翌年開局の日本教育テレビ（NET、後のテレビ朝日）とフジテレビを含め、4局5波（NHKは総合・教育の2波）が東京タワーから関東一円に電波を発信することになった。

尚、日本テレビも東京タワーから送信を要請されていたものの、自前の電波塔として計画していた正力タワーの建設を目指していたため要請を断り、当時の本社である麹町から送信し続けた（1970年まで）。
会社の合併
- 8月、ラジオ九州（RKB）が西部毎日テレビジョン放送と合併、RKB毎日放送に社名変更。
- 12月23日、大阪テレビが、朝日放送（ABC）[注 3]との合併契約で調印（翌年6月1日に正式合併）。

テレビ番組
- KRテレビが、歴史に残る文化庁芸術祭参加の単発ドラマ2作品放送。
  - 10月31日、『私は貝になりたい』を放送。衝撃的な内容と共に、主演のフランキー堺の熱演も伴い大反響を呼び、この年の芸術祭の大賞を受賞。テレビ史に語り継がれる番組となる。
  - 11月16日、『マンモスタワー』を放送。この年の芸術祭奨励賞を受賞。
- 12月8日、NHK『歌の広場』がNHK高知放送局のテレビ開局記念で高知から放送。その際、ペギー葉山が「南国土佐を後にして」（作詞・曲 : 武政英策）を歌い大ヒット、彼女の代表曲の1つとなる。
- レギュラーでは、以下の番組が放送を開始。
  - NHK:『事件記者』、『バス通り裏』
  - 日本テレビ:『三菱ダイヤモンド・アワー』
  - KRテレビ:『月光仮面』、『ロッテ 歌のアルバム』
  - 大阪テレビ:『やりくりアパート』、『部長刑事』

カラーテレビ実験放送（NHKと日本テレビのみ）
- 同実験放送では、日本テレビが1月27日から毎日、定時のレギュラー枠（編成上、時間移動の場合有）としての放送となる。更に、自社初のカラー番組制作を開始し、7月14日にはそれとしては初の、カラーフィルム番組『七色のメロディー』と、日本初のカラーアニメーションテレビ映画『もぐらのアバンチュール』を放送。12月12日には、自社初のスタジオカラーカメラを使用した番組『手品教室』を生放送。又、1月13日からは『NTVニュースフラッシュ』の中で随時、カラーフィルムで取材したニュースをカラーで放送した。

## 番組関係のできごと
1月
- 1日 - NHK、連続教養バラエティー番組『びっくり百科』放送開始（ - 1960年3月29日、同年4月9日からは『びっくりスコープ』に番組名を変更）[1]。
- 13日 - 日本テレビ、この日の『NTVニュースフラッシュ』の番組内の一部のニュースで、日本ではニュース番組初のカラー放送を行う[2]。その後、同番組内では一部ニュースにて随時カラー放送を行う様になる[注 4][4]。

2月
- 24日 - ラジオ東京（KR）テレビ（後のTBSテレビ）、『タケダアワー』（武田薬品工業一社提供）の第1作として、川内康範原作のドラマ『月光仮面』放送開始（全5部、- 1960年）[1][5]。

3月
- 2日 - いずれもNHK
  - NHKではテレビ初のスキー競技中継となる『第13回国体冬季大会スキー競技会 「純ジャンプ」』を、札幌・大倉山シャンツェから中継放送[1][6]。
  - 鹿児島・大阪・名古屋・東京・札幌の5局をリレーした全国縦断テレビ中継番組『日本列島の春』を放送[1][7]。
- 3日 - KRテレビ、視聴者参加番組『テレビ結婚式』放送開始（司会:徳川夢声・阿里道子。翌年にフジテレビへ移行）[1]。
- 17日 - 北海道放送、民放テレビ初の『心臓切開手術実況』を放送[注 5]。日本テレビでも中継放送[1]。
- 23日 - NHK、時の話題の人をスタジオに招き、ゆかりの人々に再会する番組『ここに鐘はなる』放送開始（ - 1963年3月22日）。第1回のゲストは、戦後まもなく生まれた多くの混血孤児のために、養育施設「エリザベス・サンダースホーム」を創設した澤田美喜が登場した[1][8][9]。

4月
- 3日 - NHKで30分2週完結の連続ドラマ『事件記者』が放送開始（ - 1967年3月29日）[1]。
- 6日 - 大阪テレビ（OTV。後の朝日放送テレビ）・KRテレビ系にてダイハツ工業一社提供のコメディドラマ『やりくりアパート』（花登筺脚本・大村崑主演）放送開始（ - 1960年2月28日）[1][10]。
- 7日 - NHKが番組改定。ラジオ・テレビの機能に応じた編成を行うため、ラジオ・テレビ共用番組（同時放送を含む）を大幅に廃止[1]。
  - この日から、NHKで初の連続帯ドラマ『バス通り裏』が放送開始（ - 1963年3月30日、全1395回）[1]。
- 19日 - この日、金環日食が起こる。これを受け、NHKとKRテレビで関連の特別番組を放送[1][11]。
  - NHKでは12時40分 - 13時30分に『金環食をみる』と題し、鹿児島市、上野・国立科学博物館、三鷹・東京天文台[注 6]から3元中継を行った[1][12]。
  - 又、日本テレビではこの日、八丈島でカラーフィルムで撮影したそれを、ニュース番組『NTVニュースフラッシュ』内にて、カラーでの世界初放送を行う[3]。
- 28日 - いずれもNHK
  - 南極観測船「宗谷」の帰国実況を、東京港から中継[13]。その際、上空ヘリコプターからの中継にて、NHK放送技術研究所製のハンディー・カメラ「ウオーキールッキー」の新型トランジスター式を初使用[1]。
  - 翌月22日に投票が行われる「第28回衆議院議員総選挙」を前に、自由民主党の党首・岸信介と日本社会党の党首・鈴木茂三郎（いずれも当時）による『二大政党党首立会演説会 - 総選挙にあたり国民に訴える』を、東京・九段会館から中継[1][14]。

5月
- 4日 - KRテレビにて、ロッテ一社提供の歌謡番組『ロッテ 歌のアルバム』放送開始（ - 1979年）[注 7][15]。
- 11日 - 日本テレビにて、草笛光子がメインのミュージカルショー『光子の窓』放送開始（ -1960年12月25日。資生堂の一社提供。演出:井原高忠）[1][16]。
- 14日 - NHK、国際オリンピック委員会（IOC）の第54次総会が東京で開催。その開会式実況を、NHKホール（内幸町）から中継[1][17]。

6月
- 1日 - 大阪テレビにて、日本初のビデオテープレコーダ（VTR）撮影による番組、テレビドラマ『ちんどん屋の天使』を放送[1][10]。
- 8日
  - NHK、番組『海底の科学』にて、静岡県初島沖で海底からテレビ初放送（水中と深海潜水作業球内のテレビカメラで撮影）。[1][18]。
  - KRテレビにて、在京局で初のVTRを使った番組「ナショナル日曜観劇会『デン助の裏町人情』」が放送される。[19][20][21]

7月
- 6日 - KRテレビ、『大相撲名古屋場所』のテレビ中継で、VTRによる取組の再生を開始[1][21]。
- 7日 - 大阪テレビ、テレビでは日本初の富士山頂からの生中継に成功[注 8][1][10]。
- 14日 - 日本テレビが、この日のカラーテレビ実験放送枠内にて、日本初のテレビ用カラーフィルム制作による番組『七色のメロディー』と、日本初のカラーアニメーションテレビ映画『もぐらのアバンチュール』を放送（後者は同年10月15日に同枠内にて再放送）[3][22]。
- 17日 - NHK初のビデオテープレコーダ（VTR）収録による番組「学校放送『中学校 - 英語教室』」が放送[1][23]。
- 28日 - NHK、『乗鞍山頂から』を放送。乗鞍山頂から名古屋まで125kmのマイクロ波中継に成功[1][24]。

8月
- 6日 - NHK、この年からテレビにて『広島平和記念式典（広島市原爆死没者慰霊式並びに平和祈念式）』の模様を、広島平和記念公園から中継[注 9][1]。
- 10日 - NHK、納涼特集『華厳の滝壺から』を、日光市の華厳滝から、携帯用カメラ（ウオーキールッキー）と水中カメラを併用して放送[1][26]。
- 28日 - 日本テレビ開局5周年、読売テレビ（YTV）・テレビ西日本（TNC）開局。
  - 上記の3局と前月1日に開局した西日本放送（RNC）の4局ネットワーク体制が確立したことで、日本テレビが帯番組の新設とレギュラー番組枠の移動を含む番組改編を実施[27]。
    - この改編を受け、正午の『NTVニュース』が、NTV・YTV・TNC・RNC4局共同制作の『日本テレニュース』に変更される[27]。

  - 更に同社開局5周年記念番組(兼:読売テレビ開局記念番組)をこの日から翌月(9月)3日まで放送、同ネット放送も行う（詳細は「#特別番組」の項を参照）[28]。
- 29日 - 日本テレビにて三菱電機一社提供番組である『三菱ダイヤモンド・アワー』放送開始。当初は『ディズニーランド』と『日本プロレス中継』との隔週放送であった（ - 1972年7月14日）[注 10]。
- 30日 - NHK、『鳴門のうず潮』を、鳴門市展望台から携帯用カメラ（ウォーキールッキー）を使用して中継放送[1][29]。

9月
- 1日 - 読売テレビ、この日から学校向けテレビ番組が放送開始（この日の月曜日は毎週『私たちの幼稚園』、『仲よし劇場』を放送。火～金曜は小・中・高向け『私たちの学校』、土曜は『PTAアワー』を放送）[1]。
- 6日 - 大阪テレビで刑事ドラマ『部長刑事』放送開始[1][10]（大阪ガス一社提供。1959年6月から合併により朝日放送（テレビ）へ移行）。2002年3月30日まで長きにわたって続くシリーズとなった。
- 7日 - 日本テレビ、ドキュメンタリー番組『二十世紀』放送開始（ - 1962年10月28日）[1]。
- 14日 - いずれもNHK
  - 前場所のKRテレビに続き、NHKでもこの年の大相撲秋場所初日から、同放送でのVTRによる再生放送を開始[1]。
  - 教師の勤務評定問題で、特別番組『日本の素顔 - 風の中の先生』を放送[1][30]。

10月
- 13日 - NHK、連続バラエティー『お父さんの季節』放送開始（ - 1961年3月27日。作:西澤實、出演:榎本健一・楠トシエ ほか）[1][31]。
- 30日 - NHK、特別番組『“こだま”東海道をゆく』を、2時間55分に渡り放送[32]。平均時速100kmの特急「こだま号」にカメラを乗せ、沿線各駅のカメラをまじえてリレー中継を行った[1]。
- 31日 - KRテレビ系、『サンヨーテレビ劇場』にて、通常の時間枠を拡大し、ドラマ『私は貝になりたい』を放送（加藤哲太郎原作・橋本忍脚本・フランキー堺主演。芸術祭参加作品。）[1][20][33][34]。前半がVTRによる録って出し、後半は生放送。放送は大反響を呼び、この年の芸術祭大賞を受賞（番組全編はTBSテレビに現存する最古のビデオテープ録画による番組として社内に保存されている）。

11月
- 3日 - いずれもNHK
  - 奈良国立博物館から、開催中の『正倉院展』を番組として中継放送[1][35]。
  - NHKが招へい、前月30日に初来日した、インストのムード音楽（イージー・リスニング）のリカルド・サントス楽団の特別演奏会を、NHKホールから中継[注 11][36]。同月20には、来日最後の演奏会を東京都体育館から中継放送[37]。
- 9日 - 在京・在阪の民放テレビ局各社が、この日から開催の大相撲九州場所のテレビ中継にて映像を共用し、アナウンスは各社別で放送を実施[1]。
- 16日 - KRテレビ系、『東芝日曜劇場』にて、同番組初のVTRを使用したドラマ『マンモスタワー』を放送。この年の芸術祭奨励賞を受賞した（これも前述の『私は貝になりたい』に続き、番組は全編ビデオテープ録画にて社内に保存されている。）[20][38]。
- 20日 - NHK、日本バレエ協会17団体参加による「NHKバレエの夕べ」が東京・産経ホールで開催。その際に行われた公演『レ・シルフィード』（ショパン作曲）が放送[1][39]。
- 27日 - NHK、皇太子妃が決まったことを受け、臨時ニュース番組『皇太子妃決まる』[40]、『皇太子妃記者会見』[41]ほか関連の特別番組を編成・放送[1]。

12月
- 7日 - NHK、『第12回金栗賞朝日国際マラソン栃木大会実況』を、無線中継移動車を使って放送[1][42]。
- 8日 - NHK、『歌の広場』が、NHK高知放送局のテレビ開局記念として高知から放送。ここで、歌手のペギー葉山が「南国土佐を後にして」（作詞・曲:武政英策）を歌い大反響を呼び、後にシングルEP化され大ヒット。彼女の代表曲の1つとなる[注 12][1]。
- 12日 - 日本テレビ、カラーテレビ実験放送で、自社初のスタジオカラーカメラによる番組『手品教室』を生放送[注 13][44]。
- 31日 - 『第9回NHK紅白歌合戦』放送。

## その他テレビに関する話題
1月
- 27日 - 日本テレビ、不定時に行っていたカラーテレビ実験放送を、この日から定時のレギュラー放送に改編[注 14][3][45][46]。
- 月内 - NHK、テレビニュース放送迅速化のため、ポジフイルムとネガフィルム混在のまま放送できる フィルム送像設備を開発、使用開始[1]。

2月
- 1日 - 東海テレビ放送（THK）、大関西テレビ放送（KTV。後の関西テレビ放送）設立。
- 7日 - KRテレビ、カラーテレビ実験局の免許を郵政省に申請[1]。
- 10日 - 新大阪テレビ放送（NOTV）設立。開局前の同年8月1日には、讀賣テレビ放送〈YTV〉へ社名を変更[1]。
- 22日 - NHK熊本（JOGK-TV）、鹿児島（JOHG-TV）テレビジョン放送開始[1]。

3月
- 1日 - 福岡県初の民放テレビ局、ラジオ九州（後のRKB毎日放送）[注 1]テレビジョン放送開始（JOFR-TV）[1]。これにより、同社はテレビ・ラジオ兼営局となる。
- 3日 - 日本海テレビジョン放送（NKT）設立[47][注 15]。
- 10日 - 日本テレビ、日本民間放送連盟（民放連）に加盟[1][16]。

4月
- 1日 - テレビ西日本（TNC）設立。
- 10日 - 日本テレビ、カラーでCM放送ができるように、カラーテレビ実用化試験局の免許を郵政省に申請[1]。
- 27日 - 大阪テレビで、日本初の放送用モノクロ2インチVTRが入荷（米アンペックス社製 型番:VR-1000。値段は当時1台2500万円。）[1][48]。5月29日には、在京テレビ局で初めてラジオ東京（KRテレビ）で同VTRが入荷[19][20][21]。

5月
- 16日 - テレビ受信契約数が100万台を突破[1]。

6月
- 1日 - 山陽放送[注 16]（RSK、後のRSK山陽放送[49]）がテレビジョン放送開始（JOYR-TV）[1]。これにより、同社はテレビ・ラジオ兼営局となる。当初の放送対象地域は岡山県のみで、1979年に香川県もその対象に含まれる。

7月
- 1日 - 西日本放送（RNC）がテレビジョン放送開始（JOKF-TV）[1]。これにより、同社はテレビ・ラジオ兼営局となる。当初の放送対象地域は香川県のみで、1979年に岡山県もその対象に含まれる。

8月
- 1日
  - ラジオ九州が西部毎日テレビジョン放送と合併、RKB毎日放送に社名変更[注 1][1]。
  - KRテレビ・北海道放送（HBC）・中部日本放送（CBC)・大阪テレビ・RKB毎日放送の5社が、テレビニュース取材のための5社協定を締結[1]。翌年発足のジャパン・ニュース・ネットワーク（JNN）の前身となる。

- 28日 - 日本テレビが開局5周年。同日、大阪地区に讀賣テレビ放送（読売テレビ・YTV。呼出符号:JOIX-TV。新大阪テレビ放送から社名変更）と、福岡県八幡市（後の北九州市）にテレビ西日本（TNC、呼出符号:JOHX-TV）と系列局2局が開局[注 17][1]。先に開局したRNCテレビも含め、日本テレビの全国ネットワーク体制の先駆けとなる[27]。

9月
- 1日 - 1956年10月に、日本の映画会社5社がテレビへの劇映画の提供を中止した「五社協定」に、この日に日活も加わり、邦画6社の足並みが揃う[1]。

10月
- 月内 - NHK、シネテープ（磁気フィルム録音再生機）の使用を開始。『週間ニュース』等で使用[1]。

11月
- 1日 - 静岡放送（SBS）テレビジョン放送開始（JOVR-TV）。これにより、同社はテレビ・ラジオ兼営局となる[1][50][51]。
- 15日
  - NHK長野放送局（JONK-TV）が、美ヶ原送信所から県域テレビジョン放送を開始[1][52]。これに伴い、それまで東京(JOAK-TV)のテレビ中継局だった長野市の善光寺平中継局は、同送信所の中継局に切り替える。
  - 信越放送（SBC、美ヶ原送信所から10月25日開局[1][53]）も同日本放送開始（JOSR-TV）。これにより、同社はテレビ・ラジオ兼営局となる。

- 22日 - 関西テレビ放送が開局（KTV、呼出符号:JODX-TV。大関西テレビ放送から社名変更）[1]。
- 28日 - NHK高知放送局テレビジョン放送開始（JORK-TV）。
- 30日 - NHK放送技術研究所、自所初の放送用2インチVTR（アンペックス方式）を試作完成、翌月から放送に使用[1]。

12月
- 1日 - NHK新潟放送局（JOQK-TV）[54]、北陸放送（MRO、呼出符号:JOMR-TV）、南海放送（RNB、呼出符号:JOAF-TV）テレビジョン放送開始[1]。MROとRNBはこれにより、共に民放のテレビ・ラジオ兼営局となる。
- 23日
  - 東京・芝に高さ332.6メートルの電波塔、東京タワー竣工[1]。
  - 大阪テレビが、朝日放送（ABC）[注 3]との合併契約で調印[10]。
  - NHK長崎放送局、長崎市（JOAG-TV）と佐世保市（JOAQ-TV）でテレビジョン放送開始。
- 25日
  - 東海テレビ放送（THK）開局（JOFX-TV）[1]。
  - ラジオ新潟（後の新潟放送）テレビジョン放送開始（JODR-TV）。これにより、同社はテレビ・ラジオ兼営局となる[1][55]。
- 28日 - NHK盛岡放送局テレビジョン放送開始（JOQG-TV）。
- 月内 - 電電公社、テレビ中継用のマイクロ波回線で、東京 － 静岡 － 浜松 － 名古屋 － 大阪 － 福井 － 金沢（⇔富山） － 薬師（⇔新潟） － 横手山（⇔長野） － 東京ルート（途中省略有）の東日本ループ回線が完成、開通[1]。

## 開局・放送開始
＊は、民放でテレビ開局に伴い、テレビ・ラジオ兼営局となった放送局。
- 2月22日
  - NHK熊本放送局[1]
  - NHK鹿児島放送局[1]
- 3月1日 - ラジオ九州（※8月「西部毎日テレビジョン放送」と合併、「RKB毎日放送」と改称）＊[1][注 1]
- 6月1日 - 山陽放送（後のRSK山陽放送）＊[1]
- 7月1日 - 西日本放送＊[1]
- 8月28日
  - 讀賣テレビ放送[1]
  - テレビ西日本[1]
- 10月15日 - NHK富山放送局
- 10月25日 - 信越放送＊（11月15日本放送開始だが、ここでは放送局の公式記録にて記載。）[1][53]
- 11月1日 - 静岡放送＊[1][50]
- 11月15日 - NHK長野放送局[1][52]
- 11月22日 - 関西テレビ放送[1]
- 11月28日 - NHK高知放送局
- 12月1日
  - NHK新潟放送局[54]
  - 北陸放送＊[1]
  - 南海放送＊[1]
- 12月23日 - NHK長崎放送局（長崎・佐世保）
- 12月25日
  - 東海テレビ放送[1]
  - ラジオ新潟（後の新潟放送）＊[1][55]
- 12月28日 - NHK盛岡放送局

## テレビ番組

### テレビドラマ
- 事件記者（NHK）
- ヤシカゴールデン劇場（日本テレビ）
- デン助の裏町人情（KRテレビ） - 6月8日 在局テレビ局初のVTR収録による番組[56][19][20][21]
- 私は貝になりたい（KRテレビ） - 10月31日[57]。1958（昭和33）年芸術祭大賞受賞。出演:フランキー堺 ほか。
- マンモスタワー（KRテレビ） - 11月16日[58]。1958（昭和33）年芸術祭奨励賞を受賞。
- 部長刑事（大阪テレビ→朝日放送）
- ちんどん屋の天使（大阪テレビ） - 6月1日。日本で初めてVTRによる収録を行った番組。

### バラエティなど諸分野
- 上方お笑い劇場（NHK）
- 日本テレニュース（日本テレビ）
- 光子の窓（日本テレビ）
- 二十世紀（日本テレビ）
- 加美乃素日曜劇場（日本テレビ、読売テレビ）
- （東芝）サンデープレゼント（日本テレビ）
- 三菱ダイヤモンド・アワー（日本テレビ）
- ロッテ 歌のアルバム（KR→TBS）
- ナショナル日曜観劇会（KR→TBS）

### 子供向けドラマ
- バス通り裏（NHK）
- 悦ちゃん（日本テレビ）
- まりっぺ先生（日本テレビ）
- やりくりアパート（大阪テレビ→朝日放送）
- 怪人二十面相（日本テレビ）
- 幡随院長兵衛（日本テレビ）
- 新吾十番勝負（日本テレビ）
- 風小僧（西日本放送ほか。NETでの放送は1959年）

### 特撮番組
- 月光仮面（KRテレビ）
- 遊星王子（日本テレビ）

### テレビアニメ
- もぐらのアバンチュール（カラー）（日本テレビ）- 7月14日、カラー放送実験枠。日本初のカラーテレビアニメ。[3]

### 教育・教養番組
- 手品教室（カラー）（日本テレビ）- 12月12,19日、カラー放送実験枠。日本テレビ初のスタジオカラーカメラによる生放送。[44]

### その他
- 七色のメロディー（カラー）（日本テレビ）- 7月14日、カラー放送実験枠。日本テレビの自社制作のテレビ番組としては初のカラーフィルムでの制作。[3]

### 特別番組
- 日本テレビ開局5周年、読売テレビ（YTV）開局記念番組
  - 8月28日
    - 歌舞伎踊「お祭」（日本テレビ）- 出演:市川雷蔵、山本富士子 （よみうりホールから中継）[27]
    - 文楽「義経千本桜」（読売テレビ）- 出演:吉田難波掾、桐竹紋十郎 ほか（YTVスタジオから中継）[27]
    - 歌謡大行進（日本テレビ）- よみうりホールから中継[27]

  - 8月29日
    - 上方お笑い大会（読売テレビ）- 大阪・中座から中継[27]
    - 江利チエミショー（日本テレビ）[27]

  - 8月30日～9月3日
    - 5局リレー「お国自慢芸能大会」- HBC、NTV、CBC、YTV、TNCの5局日替わりによる放送。[27]

  - 8月31日
    - 劇場中継「ビルマの竪琴」（日本テレビ）- 出演:島田正吾 ほか（明治座から中継）[27]
    - 喜劇天国・命がけのトンカツ（日本テレビ）- 出演:柳家金語楼 ほか[27]

### 既存番組のカラー化
- NTVニュースフラッシュ（日本テレビ）- 1月13日から随時（19時前後の時間帯のみ、1959年初め頃まで）[2][4]